# Muchamuseum
Het Muchamuseum (Tsjechisch: Mucha muzeum) is een museum in de Tsjechische hoofdstad Praag. Het museum is gewijd aan Alfons Mucha en is gevestigd in het 18e-eeuwse barokke Savarinpaleis aan de Na Příkopě. De collectie bestaat uit 4000 stukken.
Het vorige Muchamuseum (Muchovo muzeum) was vanaf 1998 gevestigd in het Kaunickýpaleis aan de Panská in Praag, dat door een Zwitserse ondernemer werd gerestaureerd en beheerd werd door de Mucha Foundation. Bij de plannen voor de verhuizing naar de nieuwe locatie ontstond een geschil met museumdirecteur Sebastian Pawlowski, die niet wilde verhuizen. De foundation brak met Pawlowski; hierop ontstond een conflict tussen het oude (volgens de foundation niet-officiële) museum en het nieuwe.

## Galerij

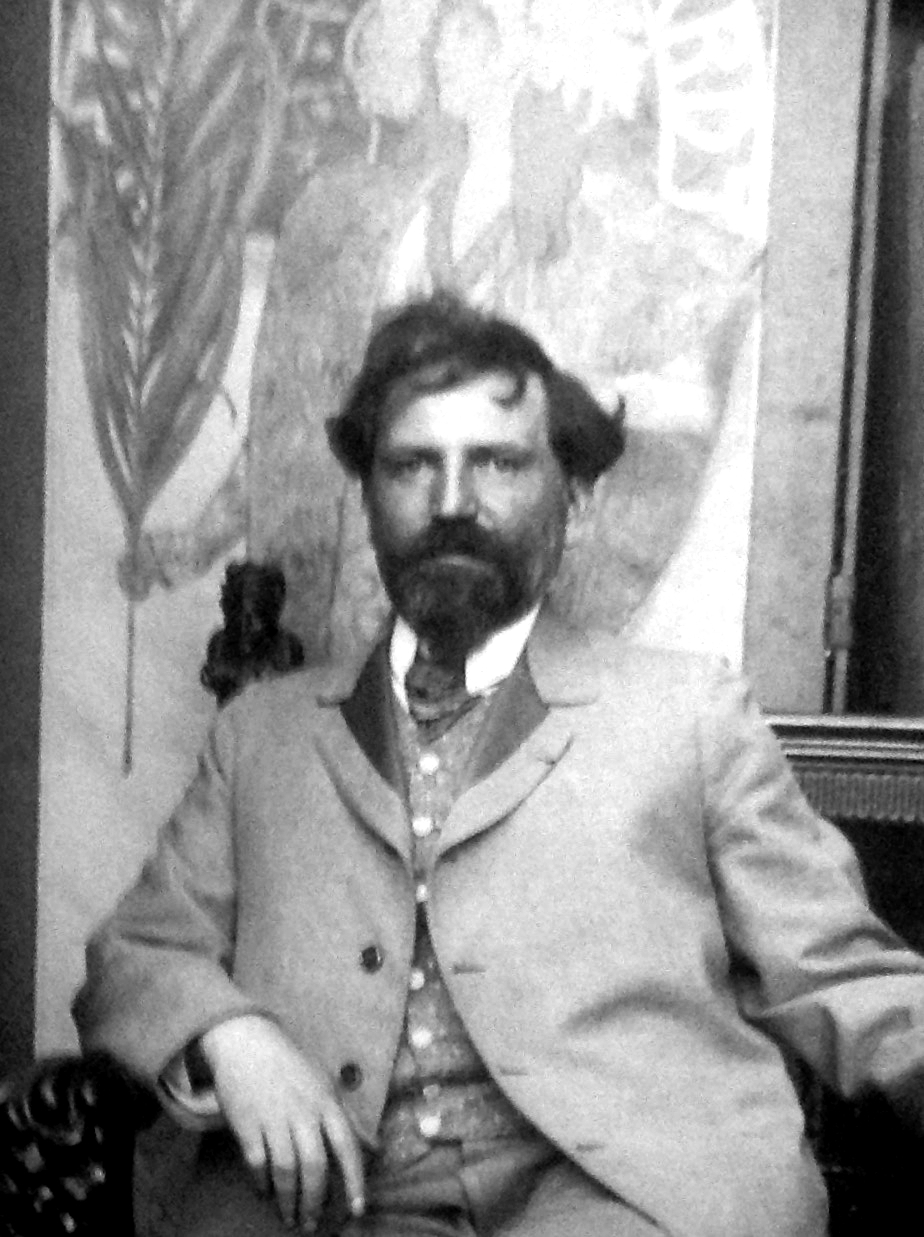
Mucha in zijn Parijse studio (1897)
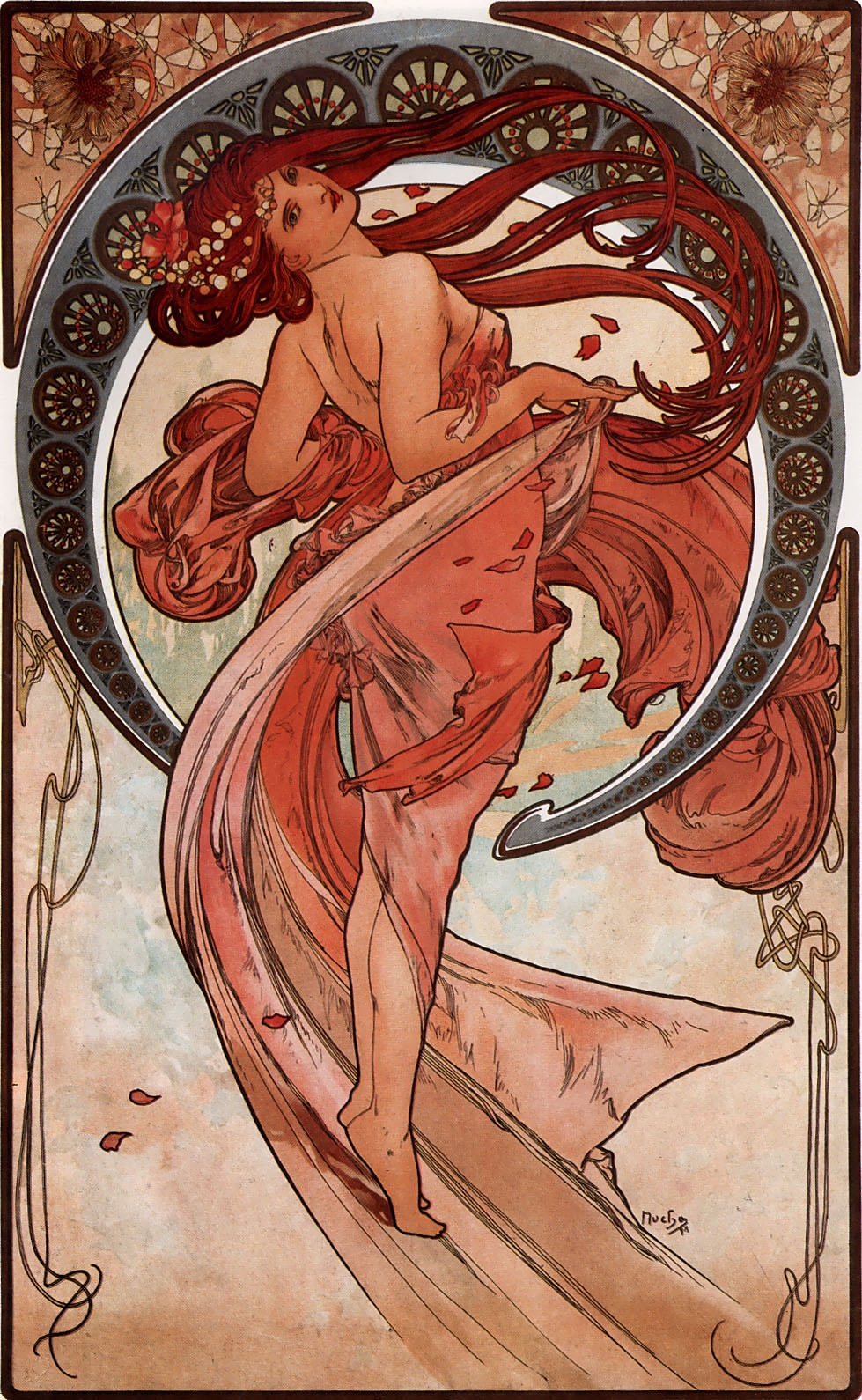
Dans (1898)
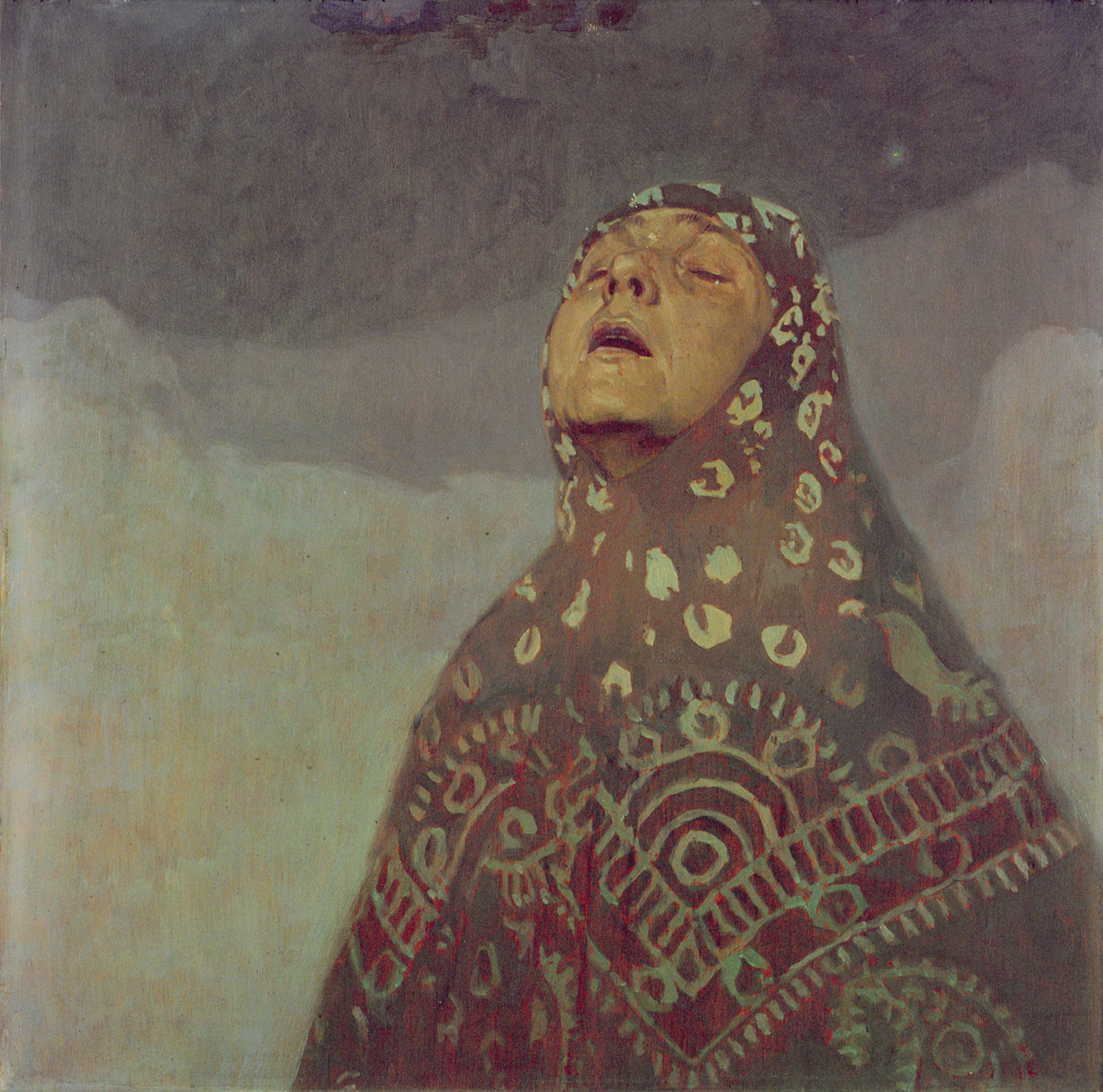
Winternacht (1920)
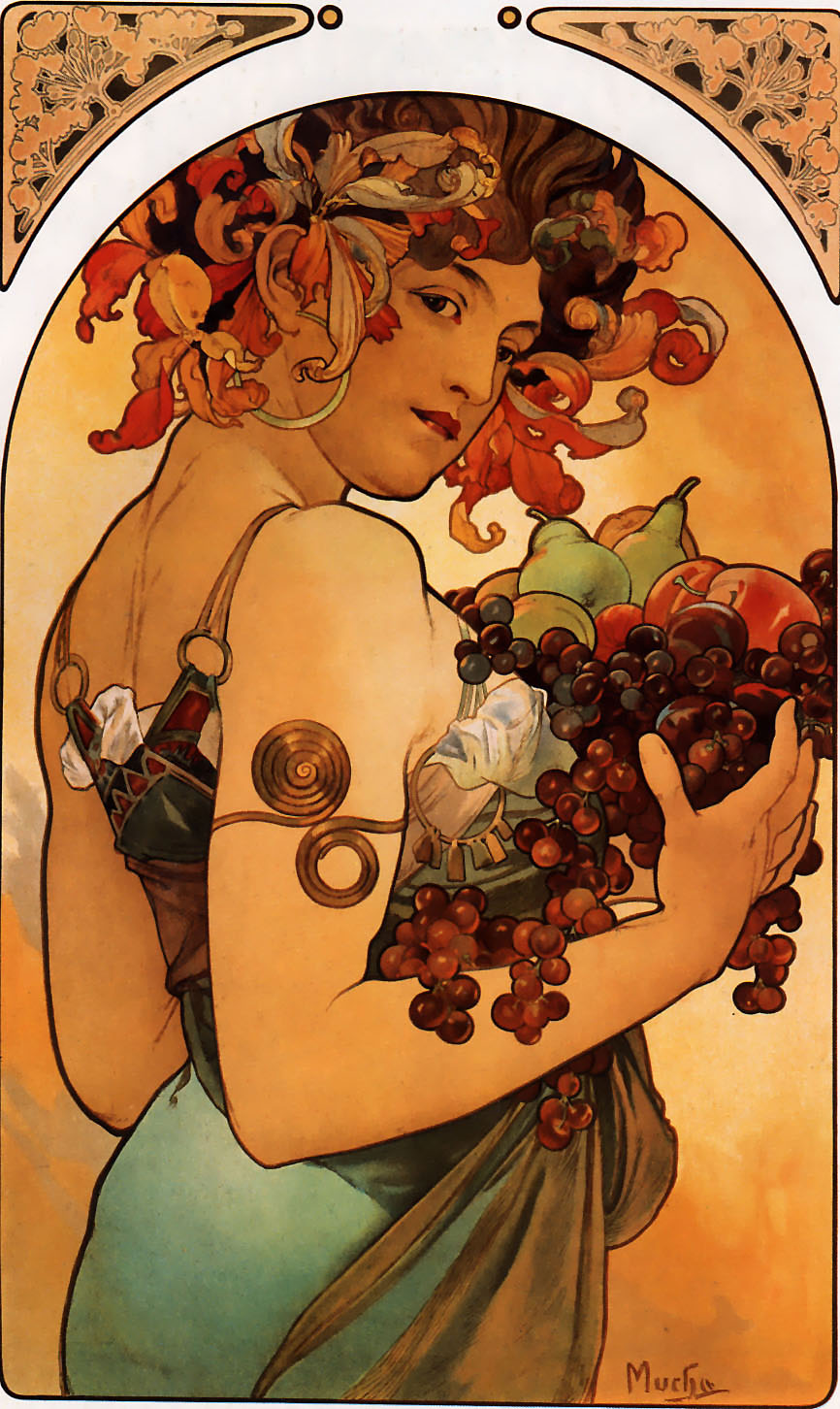
Fruit (1897)
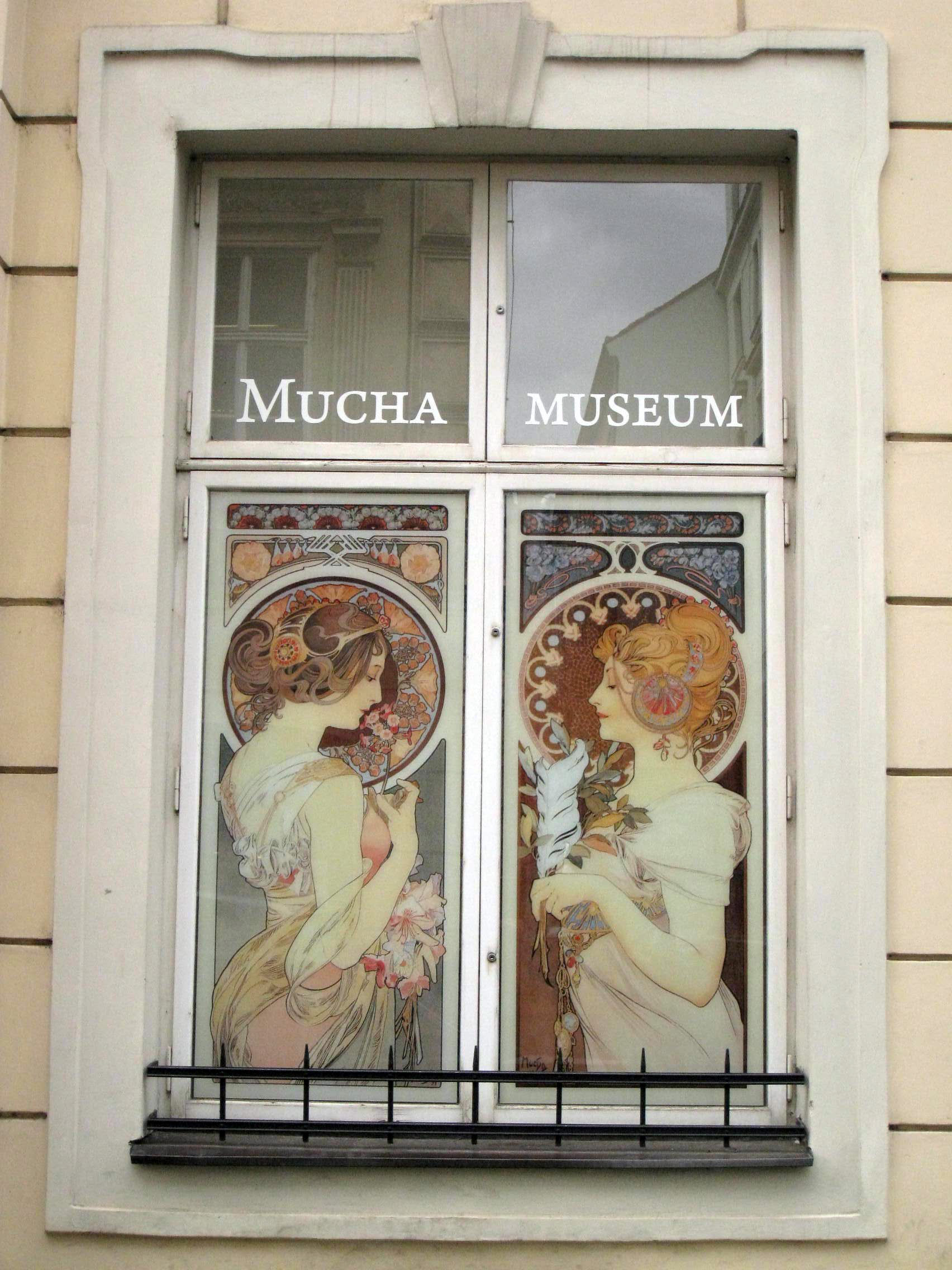
Decoratieve raamkunst in Mucha-stijl (2012)